# Daniel Pedrosa i Ramal
Daniel Pedrosa i Ramal   (Sabadell, 29 de setembre de 1985), conegut com a Dani Pedrosa, és un pilot de motociclisme català que va guanyar tres campionats del món consecutius (el de 125cc el 2003 i el de 250cc els anys 2004 i 2005). En guanyar el seu primer títol de 250cc esdevingué el campió més jove de la història d'aquesta categoria i també el més jove a haver guanyat mai dos campionats del món. Pedrosa és especialment conegut per la seva etapa amb l'equip Repsol Honda a la categoria de MotoGP, on fou subcampió els anys 2007, 2010 i 2012 i es convertí en un dels pilots de MotoGP més reeixits, amb 31 victòries i 112 podis. Ha estat descrit com al millor pilot de MotoGP entre els que no n'han guanyat mai un campionat del món.
Retirat de les competicions després de la temporada del 2018, aquell mateix any va ser nomenat MotoGP Legend. El 2019, l'antiga Curva Dry Sack, un revolt del circuit de Jerez, va passar a anomenar-se Curva Dani Pedrosa en honor seu. Actualment, Pedrosa fa de pilot de proves i desenvolupament de l'equip Red Bull KTM Factory Racing. El 2021 va tornar a córrer de forma puntual per a KTM com a pilot "comodí" al Gran Premi d'Estíria i el 2023 dues vegades més, a Jerez i a Misano.

## Carrera esportiva

### Primers anys

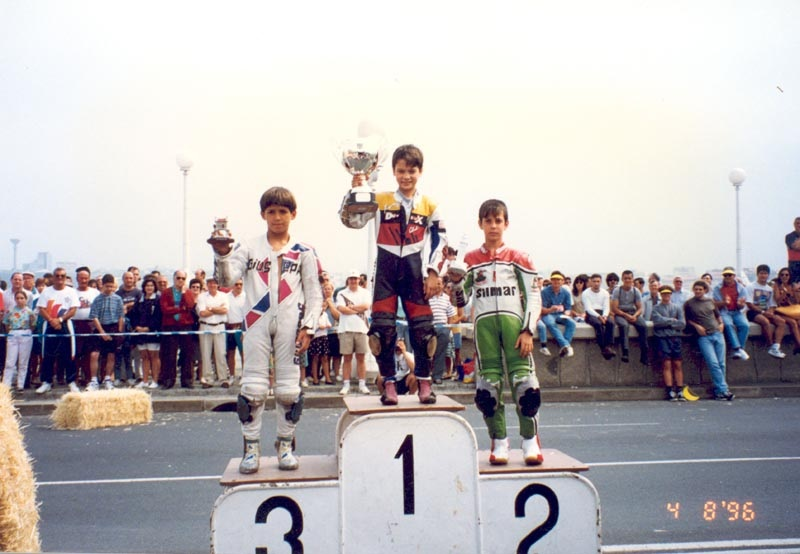
Dani Pedrosa, guanyador d'una cursa de minimotos el 1996

Nascut a Sabadell, Dani Pedrosa ha viscut la major part de la seva vida a Castellar del Vallès. Va començar a conduir motos a quatre anys, quan li van comprar una Italjet 50 equipada amb rodetes laterals. La seva primera moto de curses va ser una minimoto rèplica d'una Kawasaki que li van comprar quan tenia sis anys i amb la qual corria amb els seus amics. A nou anys, cap a 1994, va debutar al Campionat d'Espanya de Minibike i hi va acabar subcampió, aconseguint el seu primer podi ja a la segona cursa de la temporada. L'any següent va córrer al mateix campionat, però alguns problemes de salut li van impedir de millorar els seus resultats i va acabar la temporada en tercera posició. El 1997 va ser finalment campió d'Espanya de pocket bikes.
Pedrosa va participar el 1999 en la selecció de participants de la Movistar Activa Cup, una fórmula de promoció que dirigia l'antic pilot Alberto Puig. Tot i que hi va acabar vuitè, Puig va veure en aquell nen un futur campió del món i li va donar suport, inicialment per a córrer al Campionat d'Espanya (CEV) i, més tard, al mundial.

### 125cc
La temporada del 2001, a quinze anys, Pedrosa va debutar al Campionat del Món en la categoria de 125cc. Sota la direcció d'Alberto Puig va aconseguir dos podis en la seva primera temporada i va guanyar la seva primera cursa -a Assen- l'any següent, en què va quedar tercer al mundial. El 2003 va guanyar cinc curses i va liderar el campionat durant pràcticament tota la temporada fins que es proclamà campió al Gran Premi de Malàisia, a manca de dues rondes pel final, tot just tretze dies després d'haver fet els divuit anys. Una setmana més tard, però, Pedrosa es va trencar els dos turmells en un accident durant els entrenaments a Phillip Island i va haver de posar fi a la temporada. Fou una lesió important que el va deixar quatre mesos en cadira de rodes.

### 250cc
Després de guanyar el campionat de 125cc, Pedrosa va pujar a la categoria de 250cc el 2004 sense haver pogut provar a consciència la nova moto a causa dels turmells, que encara se li estaven guarint durant la temporada baixa. Tot i començar la temporada sense preparació, Pedrosa va guanyar la primera cursa a Sud-àfrica i va aconseguir el títol de campió del món de 250cc, a més de ser nomenat Rookie of the Year. En aquella primera temporada a la categoria de 250cc, Pedrosa va aconseguir set victòries i tretze podis. De cara al 2005 va decidir de quedar-se a la categoria de 250cc i en va guanyar un altre títol, un cop més amb dues curses d'antelació. Aquell any va guanyar vuit curses i va aconseguir catorze podis, malgrat una lesió a l'espatlla que va patir en una sessió d'entrenaments al Gran Premi del Japó.

### MotoGP

#### 2006

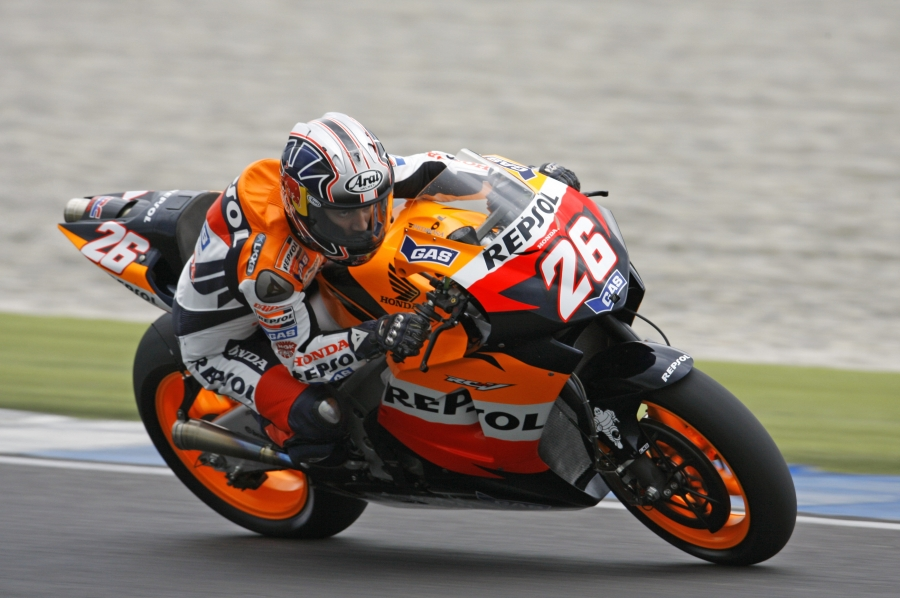
Pedrosa amb l'Honda RC211V a Assen el 2006

Pedrosa va passar a les motos de MotoGP de 990 cc l'any 2006, amb l'equip Repsol Honda. Els crítics van dir que la seva petita alçada no li permetria de pilotar una moto de MotoGP gran i pesada i córrer amb èxit a la categoria reina. Demostrant que s'equivocaven, Pedrosa va acabar segon a la primera ronda de la temporada, Jerez, el 26 de març. En la seva quarta cursa de MotoGP, el 14 de maig al Gran Premi de la Xina, ja va obtenir la seva primera victòria a la categoria, una victòria que el va convertir en el segon guanyador més jove (empatat amb Norick Abe) a la classe reina en aquell moment, per darrere de Freddie Spencer. Va guanyar la seva segona cursa de MotoGP a Donington Park i es va convertir en un fort candidat al títol. Aquella va ser una victòria memorable de Pedrosa, que va compartir podi per primera vegada amb Valentino Rossi, el segon classificat. També va aconseguir dues pole positions a la primera meitat de la temporada. Fins al Gran Premi de Malàisia, a Sepang, Pedrosa era segon al campionat, només per darrere del seu company d'equip més experimentat Nicky Hayden. Tanmateix, va caure sovint durant els entrenaments lliures i va patir una fissura al genoll que el va deixar pràcticament immòbil. Pedrosa es va classificar cinquè a la graella en aquella cursa després que una pluja intensa cancel·lés la sessió de classificació. Va aconseguir acabar tercer a la cursa, per darrere de Rossi i el pilot de Ducati Loris Capirossi.
Al llarg de les properes curses, la forma de Pedrosa va baixar i el català va tenir problemes d'adaptació a la moto que el van fer baixar al cinquè lloc de la classificació provisional. El seu mal rendiment va continuar a Estoril. Després d'un començament prometedor, va anar breument segon abans de ser avançat per Colin Edwards i després pel líder del campionat i company d'equip Hayden. A la volta 5, ell i Hayden es van veure implicats en un accident. Pedrosa s'equivocà mentre intentava avançar a Hayden, va relliscar i va caure, fent caure també a Hayden. Aquesta caiguda va acabar amb les seves escasses possibilitats de guanyar el campionat i també va fer que Hayden perdés el lideratge a la classificació provisional, ja que Rossi va aconseguir acabar segon. Malgrat tot, dues setmanes després, Hayden es va recuperar i va guanyar el campionat, mentre que Pedrosa va aconseguir acabar en quarta posició, cosa que el va confirmar al cinquè lloc a la classificació general en la seva primera temporada, guanyant així de nou el títol de Rookie of the Year tot superant el seu antic rival als 250cc Casey Stoner.
Al final de les sessions de proves de tres dies de final de temporada a Jerez, Pedrosa va situar la seva RC212V de 800 cc al capdavant de la classificació (amb pneumàtics de classificació) superant a Rossi, que havia estat el més ràpid els dos primers dies, per 0,214 segons.

#### 2007

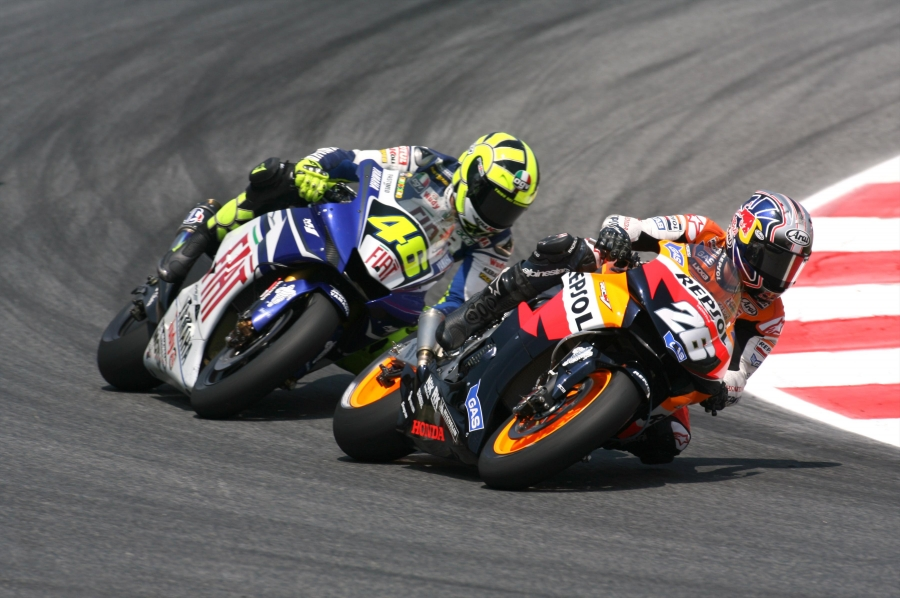
Pedrosa davant de Valentino Rossi a Montmeló el 2007

Pedrosa va continuar competint amb Honda el 2007 amb la seva RC212V, la nova moto de 800 cc. La moto tenia problemes i Pedrosa va ser eliminat d'algunes curses per Olivier Jacque i Randy de Puniet, però tot i així va acabar la temporada en segona posició darrere de Stoner i per davant de Rossi. Pedrosa va signar un contracte de 2 anys amb Repsol Honda per al 2008 i el 2009.

#### 2008
El 2008, els problemes de Pedrosa amb la RC212V van continuar quan es va lesionar a la pretemporada i es va perdre les proves de desenvolupament, però va començar bé la temporada anotant un podi a la primera ronda. Mentre liderava la cursa i la classificació al Gran Premi d'Alemanya va caure i es va lesionar, cosa que li va impedir de competir en les dues rondes següents. El rendiment dels pneumàtics Michelin a MotoGP va empitjorar i Pedrosa va passar a Bridgestone a la ronda d'Indianapolis. Va acabar tercer a la classificació del mundial.

#### 2009
Igual que el 2008, Pedrosa va caure a la pretemporada del 2009 i es va lesionar, cosa que li va impedir de provar la moto abans de l'inici de la temporada. Va quedar onzè a la primera ronda, però va recuperar la seva forma física a les següents. A la cinquena ronda es va lesionar de nou als entrenaments i després va caure durant la cursa, situant-se a 33 punts del líder. Pedrosa va tornar a acabar tercer a la classificació final.

#### 2010
El 2010, Pedrosa va tornar a fer servir el número 26 —el que havia portat quan va debutar a MotoGP— després d'haver dut el número 2 el 2008 i el 3 el 2009. Va prendre aquesta decisió per acontentar els seus seguidors, que li havien demanat que tornés al dorsal que sempre havia lluït. Pedrosa va guanyar quatre curses aquell any i va acabar segon a la classificació del campionat darrere de Jorge Lorenzo.

#### 2011
El 2011, Pedrosa va romandre a Repsol Honda, equip ampliat a tres pilots amb Andrea Dovizioso i Casey Stoner. El català va aconseguir el podi a les tres primeres curses de la temporada, que va culminar amb una victòria al Gran Premi de Portugal al maig. A la volta 18 de la següent cursa a França, Pedrosa es va veure involucrat en un incident amb Marco Simoncelli mentre lluitava pel segon lloc de la cursa; Simoncelli va superar Pedrosa per la línia exterior al Chemin aux Boeufs, però va tallar Pedrosa pel davant i, com a conseqüència, el català va tocar la roda del darrere de Simoncelli i va caure. Simoncelli va rebre una penalització, mentre que la caiguda va deixar Pedrosa amb una fractura de clavícula que el va descartar fins al Gran Premi d'Itàlia del juliol, on va acabar en vuitena posició.

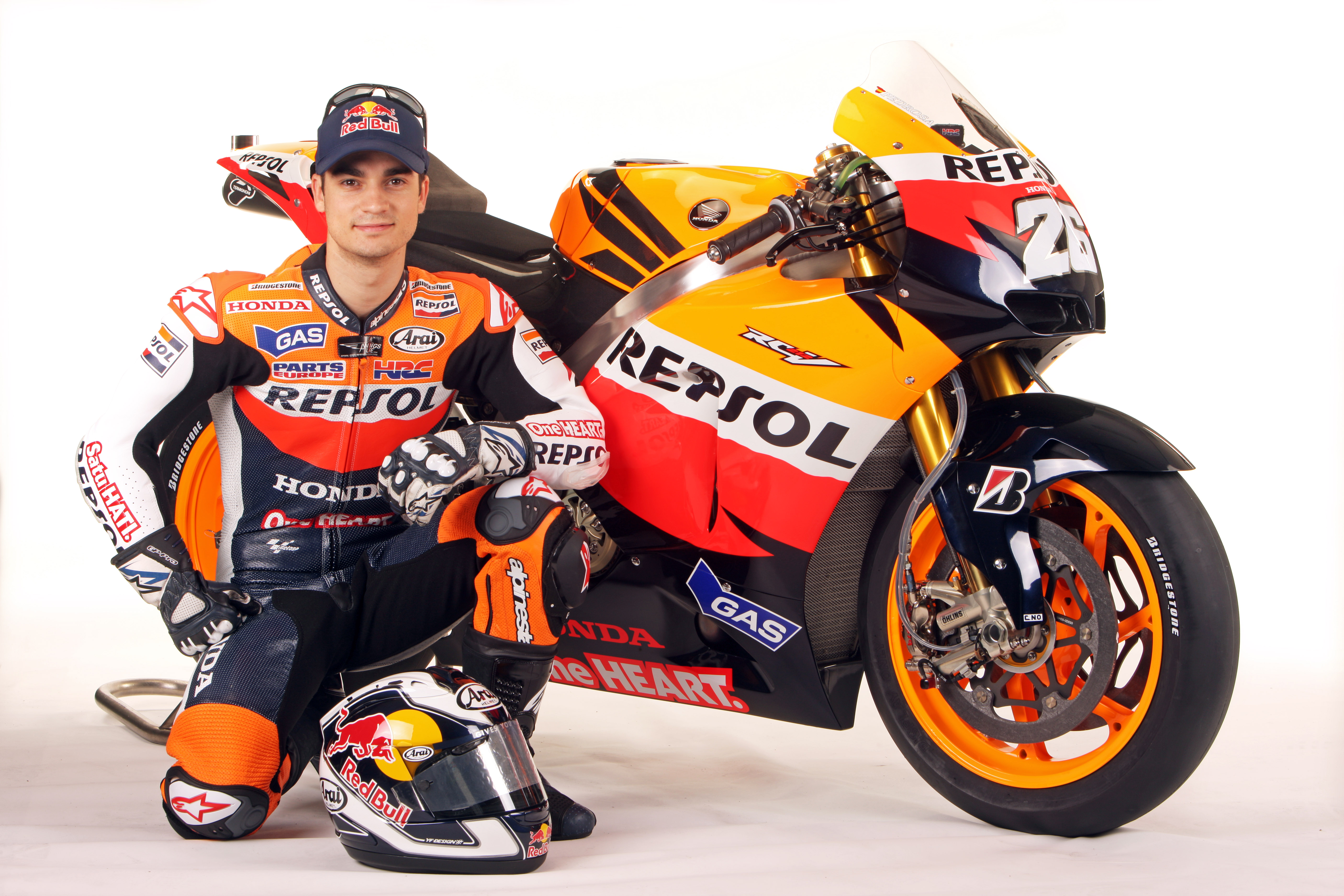
Pedrosa amb la seva Honda RC212V del 2011

Pedrosa va aconseguir la seva segona victòria de la temporada al Gran Premi d'Alemanya, després d'aprofitar un error de Lorenzo quan faltaven nou voltes per acabar la cursa. Va acabar tercer a Laguna Seca el cap de setmana següent, abans d'aconseguir la seva primera pole position de la temporada al Gran Premi de la República Txeca. Va caure durant la cursa però va acabar les tres següents en segon lloc, abans de guanyar la seva tercera ronda de la temporada –obtenint de passada la victòria número 400 d'un pilot espanyol– al Japó, on s'havien fos les seves possibilitats de títol el 2010; això el va situar a un punt del seu company Dovizioso per la tercera posició del campionat. Dovizioso va acabar per davant de Pedrosa tant a Austràlia com a Xest, mentre que la cursa de Malàisia, en la qual Pedrosa s'havia classificat a la pole, es va cancel·lar per la mort en accident de Simoncelli.

#### 2012
Pedrosa va continuar amb Repsol Honda la temporada del 2012, tornant a col·laborar amb Stoner en un equip reduït de dues motos. Pedrosa va acabar sis de les set primeres curses al podi, amb tres segons llocs. Va guanyar la seva primera cursa de la temporada al Gran Premi d'Alemanya, a Sachsenring, per tercer any consecutiu; Pedrosa i Stoner havien corregut primer i segon a la cursa abans que l'australià caigués a l'última volta. Al Gran Premi d'Itàlia es va anunciar que Pedrosa havia signat una pròrroga de dos anys amb l'equip Repsol Honda a partir del 2013 i que estaria acompanyat pel líder de Moto2 Marc Márquez. Pedrosa va acabar la cursa d'aquell cap de setmana segon, abans d'obtenir un tercer lloc al Gran Premi dels Estats Units. Després de la pausa d'estiu, Pedrosa va aconseguir la seva segona victòria de la temporada a Indianàpolis, guanyant des de la pole position i establint un rècord de volta durant la cursa. Va tornar a guanyar a Brno després d'una lluita a la darrera volta amb el seu rival pel títol Jorge Lorenzo.

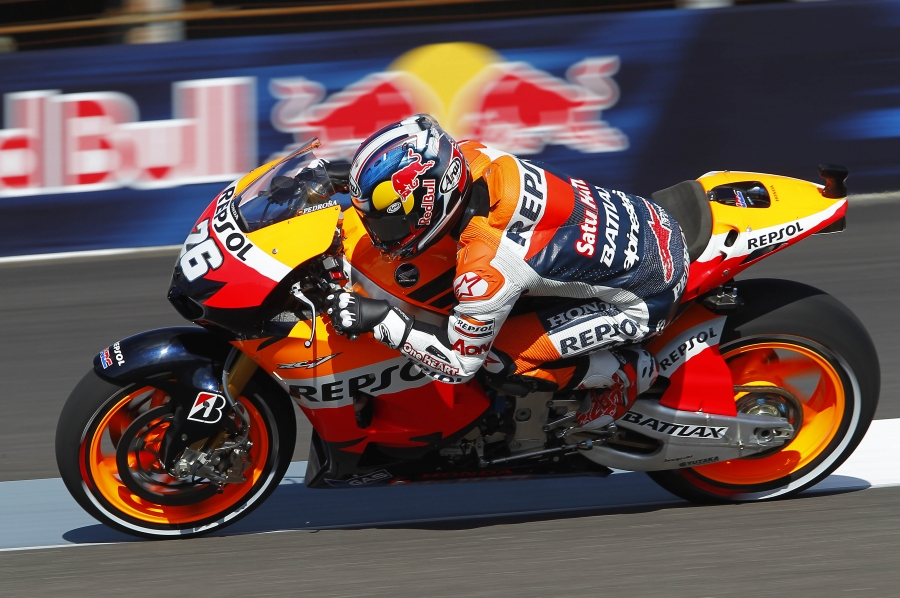
Pedrosa a Indianapolis el 2012

A Misano, Pedrosa es va classificar a la pole per a la cursa, que després es va endarrerir quan la Ducati de Karel Abraham es va encallar just abans de la sortida, obligant els pilots a completar una segona volta d'escalfament. L'escalfador de pneumàtics anteriors de Pedrosa es va enganxar just abans de reiniciar la seva moto; la moto es va retirar de la graella per tal de substituir-la per la de seguretat, però l'escalfador de pneumàtics es va retirar a l'últim moment i la moto es va poder restaurar a la graella. Tanmateix, Pedrosa hagué de començar la cursa des del darrere, per una infracció de les normes relatives al procediment de sortida. Havia aconseguit entrar entre els deu primers en la primera volta abans que Héctor Barberá el fes caure, perdent terreny a la classificació general envers Lorenzo, que va guanyar la cursa. Al Gran Premi d'Aragó, Pedrosa es va classificar segon i es va endur la victòria després de superar Lorenzo a la setena volta; el resultat va permetre a Pedrosa reduir la diferència al campionat fins a 33 punts. Al final, Pedrosa no va aconseguir ser campió després d'una nova retirada a Austràlia. Va acabar la temporada com a subcampió darrere de Lorenzo amb 332 punts, el nombre més alt de punts mai obtinguts per un pilot sense aconseguir el títol.

#### 2013
Pedrosa va seguir amb Repsol Honda el 2013 amb el seu nou company Marc Márquez. Va guanyar curses a Espanya, França i Malàisia, però es va perdre la d'Alemanya a causa d'una lesió. Tampoc va acabar a Aragó després de topar amb Márquez. Va obtenir 300 punts i va acabar en tercera posició del campionat, per darrere del campió Marc Márquez i Jorge Lorenzo.

#### 2014

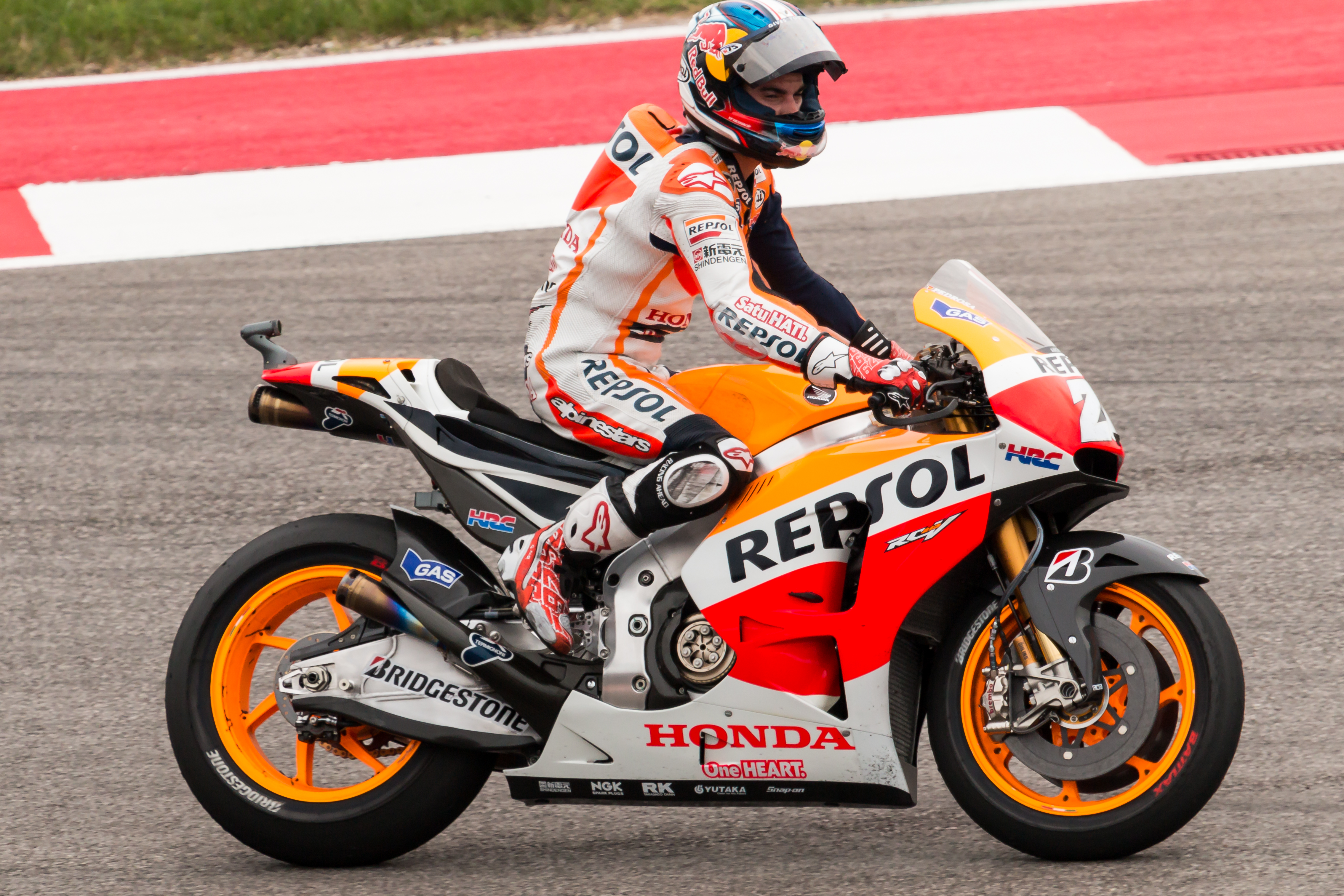
Pedrosa al GP de les Amèriques del 2014

Pedrosa va romandre amb Repsol Honda durant la temporada del 2014, de nou amb Márquez de company, i va començar la temporada positivament, enregistrant quatre podis consecutius. La seva primera victòria de la temporada va arribar a la República Txeca, posant fi així a la ratxa de deu victòries consecutives que portava Márquez des de l'inici de la temporada. Pedrosa va estar involucrat en una rivalitat a tres bandes amb els pilots de Yamaha Lorenzo i Rossi per a acabar com a subcampió, però finalment es va haver de conformar amb el quart lloc després de no aconseguir cap punt a les curses de Phillip Island i Sepang.

#### 2015
Pedrosa va romandre amb Repsol Honda durant la temporada del 2015 i va aconseguir un sisè lloc a la cursa inaugural de Qatar. Tot seguit, es va perdre les curses de Texas, Argentina i Espanya després d'haver optat per sotmetre's a cirurgia per alleujar certs problemes d'arm-pump (síndrome compartimental d'avantbraç). Pedrosa va tornar a córrer a Le Mans però va caure a la xicana Dunlop; va reprendre la cursa però només va poder acabar en setzena posició, abans d'acabar en quarta posició a Mugello. Tot seguit va aconseguir el seu primer podi de la temporada al Gran Premi de Catalunya, on acabà tercer darrere de les Yamaha de Jorge Lorenzo i Valentino Rossi, abans d'acabar en vuitena posició a Assen.
Pedrosa va quedar segon darrere del seu company Márquez a Alemanya. Després va aconseguir la seva primera victòria de la temporada –la cinquantena de la seva carrera, convertint-se en el vuitè pilot que assoleix aquesta marca– a Motegi. Aquella victòria va assegurar que Pedrosa completés una catorzena temporada consecutiva amb almenys una victòria. En va sumar una altra a Malàisia i va acabar quart a la classificació final.

#### 2016
Pedrosa va seguir amb Repsol Honda la temporada del 2016. Tot i una temporada complicada en què hagué de lluitar amb els pneumàtics Michelin i amb una RC213V que li costava de pilotar, va ser capaç de puntuar en totes les curses que va acabar i de mantenir la seva ratxa de guanyar almenys una cursa en cadascuna de les onze temporades (2006-2016) en què havia competit a la categoria reina fins al moment.

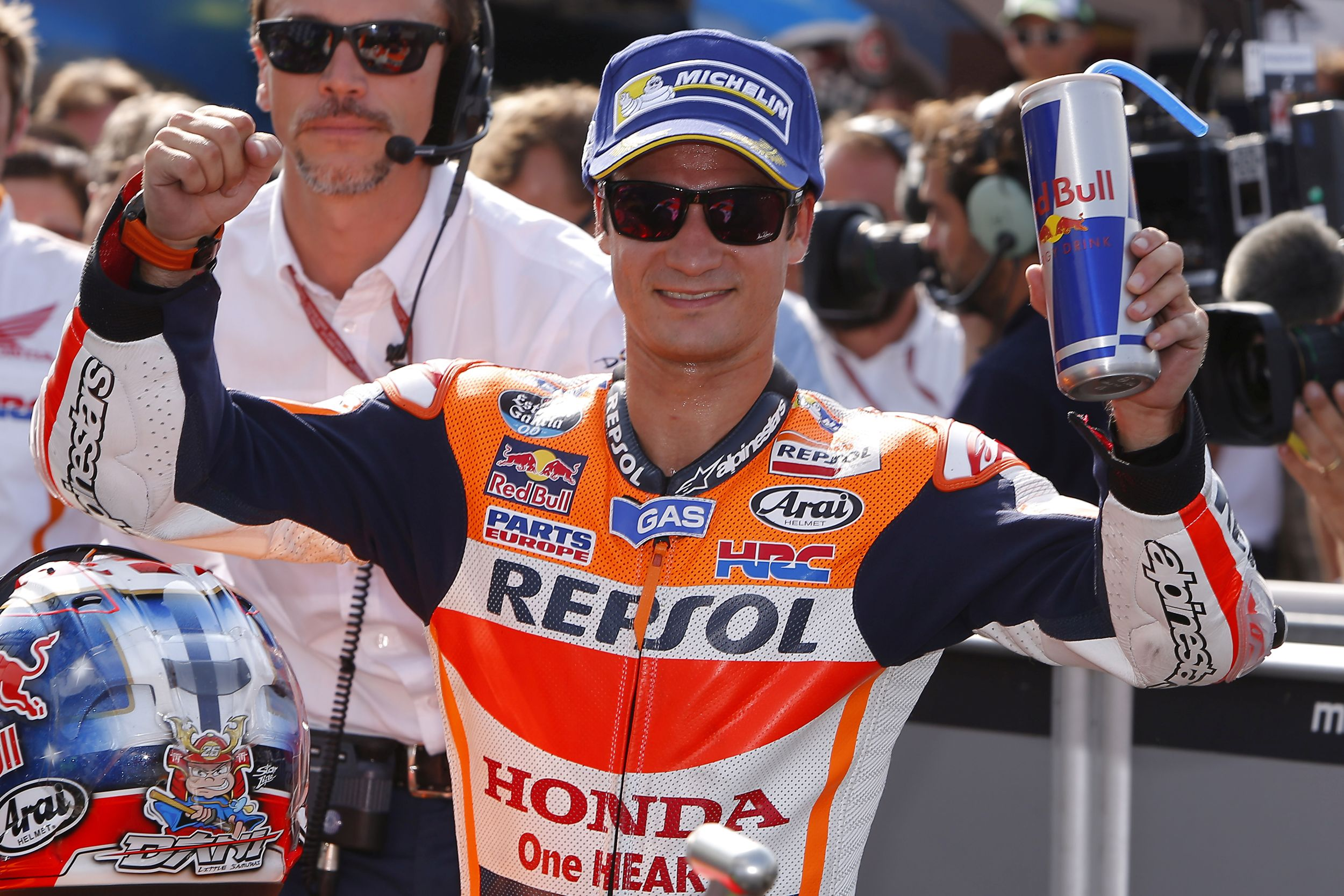
Pedrosa celebrant la victòria a Misano el 2016

Pedrosa va començar la temporada amb un cinquè lloc a Qatar i va col·locar-se entre els cinc primers en cadascuna de les set primeres rondes tret de Texas (on una caiguda amb Andrea Dovizioso els va fer fora de la cursa a tots dos), amb el tercer lloc al podi a l'Argentina i Catalunya. Pedrosa va lluitar amb la configuració i els pneumàtics Michelin durant les següents rondes de fred i pluja. Va tornar als cinc primers a Gran Bretanya i va aconseguir la seva primera i única victòria de la temporada amb una bona actuació a Misano. Una caiguda als entrenaments lliures de Motegi va posar fi a la seva temporada en fracturar-s'hi la clavícula dreta, el peroné dret i el peu esquerre. Pedrosa s'hagué de perdre les tres curses restants mentre se sotmetia i es recuperava de la catorzena cirurgia important de la seva carrera. Va tornar a la darrera cursa de la temporada, però no s'hi va poder classificar. Pedrosa va acabar sisè a la classificació final del campionat, el seu pitjor resultat des del seu debut a la categoria reina.

#### 2017
Pedrosa va signar una renovació del seu contracte amb Repsol Honda per als anys 2017 i 2018. El 2017, el català va aconseguir dues victòries (Espanya i Comunitat Valenciana) i set podis i va acabar el campionat en quarta posició.

#### 2018
Pedrosa va completar una temporada difícil el 2018, sense guanyar ni obtenir cap podi per primera vegada en la seva carrera a MotoGP. Va acabar la temporada a l'onzena posició final, el seu pitjor resultat i la segona vegada que quedava més avall dels cinc primers. Arran del fet que Honda no li va renovar el contracte per a la temporada del 2019 (el seu lloc a l'equip l'ocupà Jorge Lorenzo), Pedrosa va anunciar el 12 de juliol en una roda de premsa al Gran Premi d'Alemanya que es retiraria del campionat del món de MotoGP a finals del 2018.

### Lesions
Al llarg de la seva carrera al Campionat del Món de motociclisme, Pedrosa ha patit nombroses lesions i té una ràtio de lesions per accident alta en comparació amb altres pilots de primer nivell. Aquestes lesions sovint li han impedit completar temporades reeixides en què tenia opcions de guanyar el títol.
- 125cc:
  - GP d'Austràlia 2003: Doble fractura de l'astràgal del peu esquerre i fractura del turmell dret.
- 250cc:
  - GP del Japó 2005: Fractura del cap humeral esquerre que va afectar el tendó supraespinós.
- MotoGP:
  - GP de Malàisia 2006: Petita fractura del dit petit esquerre del peu i pèrdua de matèria cutània al genoll dret. 5 punts en aquest tall vertical.
  - GP de Turquia 2007: Traumatisme toràcic, cop al gluti esquerre i traumatisme cervical.
  - GP del Japó 2007: Artritis posttraumàtica amb inflamació al dit petit del peu esquerre.
  - Sessió de proves a Sepang el 2008: Fractura del segon metacarpià a la mà dreta, amb tres fragments diafisaris, que són els ossos que es troben a la part mitjana del metacarp.
  - GP d'Alemanya 2008: Inflamació general de la mà esquerra amb hematomes a les venes dels tendons extensors. Fractura desplaçada de la falange distal del dit índex esquerre. Esquinç de l'articulació interfalàngica al costat del dit mig esquerre. Fractura de l'os gran del canell esquerre. Esquinç del lligament extern del turmell dret.
  - GP d'Austràlia 2008: Hematoma capsular al genoll esquerre que va haver de ser tractat dos mesos després.
  - Sessió de proves a Qatar el 2009: Fractura del radi del braç esquerre i contusió al genoll esquerre que requerí un empelt de pell, perquè la cicatriu es va tornar a obrir abans de Nadal.
  - GP d'Itàlia 2009: Fractura incompleta del trocànter major del fèmur dret. Fractura sense desplaçament, una lesió que requeria repòs absolut i tractament amb analgèsics.[56]
  - Desembre de 2009: Operació per a extreure un cargol del canell esquerre.[57]
  - GP del Japó 2010: Fractura de quatre fragments de la clavícula esquerra i esquinç de turmell de grau 1.[58]
  - GP de França 2011: Fractura de clavícula dreta.[59]
  - GP d'Alemanya 2013: Petita fractura de la clavícula esquerra.[60]
  - GP de Qatar 2015: Síndrome compartimental de mà dreta.[44]
  - GP del Japó 2016: Fractura de la clavícula dreta formada per quatre fragments, que requerí cirurgia (la catorzena cirurgia important de la seva carrera).[53] Fractura subcapital del peroné dret sense desplaçament, que només requerí immobilització.[51] Fractura del quart metatars del peu esquerre.[52]
  - GP de l'Argentina 2018: Fractura del canell dret, que requerí cirurgia.[61]
- Pilot de proves:
  - Gener del 2019: Fractura de clavícula dreta a causa de la feblesa de les fractures anteriors.[62]

## Retirada
A finals d'octubre de 2018 es va confirmar que Pedrosa havia signat com a pilot de proves de desenvolupament amb l'equip KTM Factory Racing per als anys 2019 i 2020, posant fi de manera sorprenent a la seva llarga relació amb Honda. Inicialment va rebutjar la idea de participar com a comodí a les curses amb KTM, com sol ser habitual entre els pilots de desenvolupament, i fins i tot es va negar a substituir Johann Zarco durant la resta de la temporada del 2019 després de la sobtada decisió del francès de rescindir el seu contracte amb KTM. Més tard, a principis del 2020, Pedrosa va suavitzar la seva postura declarant que «ara consideraria de tornar a MotoGP com a pilot comodí si KTM em demanés de provar la RC16 en condicions de cursa». A causa de la resposta a la pandèmia de COVID-19, posteriorment es van prohibir les participacions de comodins a la temporada de 2020 per tal de reduir al mínim el personal del pàdoc. Després de l'aixecament de la restricció, Pedrosa va tornar a la graella de MotoGP com a comodí al Gran Premi d'Estíria del 2021, on acabà en desè lloc.

## Curses d'automobilisme
El març de 2022 es va anunciar que Pedrosa competiria en tres rondes del Lamborghini Super Trofeo Europe 2022 amb el Rexal FFF Racing Team, conduint el Lamborghini Huracán número 29 en la que seria la seva primera incursió en les curses d'automobilisme. El suís Antonin Borga va ser anunciat com al seu copilot; la parella competiria a la classe Pro-Am del campionat.
Pedrosa i Borga es van classificar cinquens en la primera cursa del campionat a Imola i van acabar novens de la seva categoria i dinovens de la general; a la segona cursa es van classificar al lloc vint-i-unè però van acabar quarts de la seva classe i vuitens de la general. Pedrosa i Borga no aconseguirien acabar les dues curses següents, ambdues per xocs.
Pedrosa va tornar a l'acció a les rondes finals del campionat a Portimão. Després d'un sisè lloc a la primera cursa, la parella va quedar en segon lloc a la segona cursa, aconseguint el primer podi de Pedrosa al campionat. Pedrosa i Borga quedaren tercers a la classificació final de la classe Pro-Am.
Després d'acabar la seva primera temporada al Lamborghini Super Trofeo, Pedrosa va afirmar que actualment no tenia plans per a continuar competint al campionat, tot i que estava obert a ofertes; reiterà que sentia que estava «lluny del nivell necessari per competir amb cotxes GT3» però pensava que «ho faria bé en un prototip».
Pedrosa va competir a la cinquena prova de les GT2 European Series del 2023 al circuit Ricardo Tormo conduint el KTM X-Bow GT2 número 17 per a l'equip KTM True Racing de Reiter Engineering. Va acabar onzè a la primera cursa i setè a la segona.

## Vida personal
Dani Pedrosa resideix a Suïssa de fa anys. El seu germà petit, Eric, va competir en ciclisme. Des del 2008, Dani manté una relació sentimental amb Ivette Amescua.

### Pedrosa a Castellar del Vallès
Tot i haver nascut a Sabadell, a Pedrosa se'l coneix com al pilot de Castellar del Vallès, on ha viscut la major part de la seva vida. Allà hi ha la penya els 4 banks que li donava suport en totes les proves des de la ciutat vallesana i que també es desplaçava habitualment als circuits propers com ara Montmeló, Xest i Jerez. Quan va guanyar els seus títols de 125cc i de 250cc, els castellarencs es van abocar en les celebracions omplint l'Espai Tolrà de la localitat, on els aficionats acostumaven a reunir-se per veure en una pantalla gegant les curses en què Dani Pedrosa podia proclamar-se campió. Normalment, les celebracions al carrer es feien davant la casa dels Pedrosa.
En l'última rebuda al campió, l'aleshores alcaldessa de Castellar, Montse Gatell, va proclamar que el nou poliesportiu de la localitat s'anomenaria "Pavelló Dani Pedrosa”, el qual fou inaugurat el 2008 i és l'equipament de referència de l'hoquei sobre patins. També és el gimnàs de l'escola pública del municipi, el CEIP El Sol i La Lluna.

### Polèmica
Dani Pedrosa va ser detingut el 31 de març de 2012 en una operació llançada per la guàrdia civil per a desballestar una trama que suposadament es dedicava a fer trampes en els exàmens de patró de iot a València. Pedrosa era entre la vintena de detinguts per la guàrdia civil a la sortida de l'examen. Els arrestats prestaren declaració dilluns 2 d'abril al jutjat d'instrucció número 8 de València, que decretà el secret de sumari. Pocs dies després dels fets, Pedrosa va emetre un comunicat en què reconeixia la seva responsabilitat i demanava perdó.
Uns mesos més tard es van publicar els noms d'altres famosos implicats en l'afer, com ara Asier del Horno, Víctor Valdés, Fran Vázquez i Óscar Jaenada, dins una llista d'imputats que arribava als 230.
El desembre del 2023 es va publicar que l'Agència Tributària espanyola havia perdut un recurs interposat per Dani Pedrosa i que li hauria de retornar al voltant de 3 milions d'euros, corresponents a la liquidació de l'impost sobre la renda dels anys 2005 i 2006 que li havia reclamat erròniament, ja que aleshores Pedrosa no residia a Espanya.

## Resultats al Mundial de motociclisme

### Per temporada
| Temporada | Categoria | Moto          | Equip                           | Curses | Victòries | Podis | Poles | FLaps | Pts  | Posició | Títols |
| --------- | --------- | ------------- | ------------------------------- | ------ | --------- | ----- | ----- | ----- | ---- | ------- | ------ |
| 2001      | 125cc     | Honda RS125R  | Telefónica MoviStar Junior Team | 16     | 0         | 2     | 0     | 0     | 100  | 8è      | –      |
| 2002      | 125cc     | Honda RS125R  | Telefónica MoviStar Junior Team | 16     | 3         | 9     | 6     | 2     | 243  | 3r      | –      |
| 2003      | 125cc     | Honda RS125R  | Telefónica MoviStar Junior Team | 14     | 5         | 6     | 3     | 3     | 223  | 1r      | 1      |
| 2004      | 250cc     | Honda RS250RW | Telefónica MoviStar Honda 250cc | 16     | 7         | 13    | 4     | 8     | 317  | 1r      | 1      |
| 2005      | 250cc     | Honda RS250RW | Telefónica Movistar Honda 250cc | 16     | 8         | 11    | 5     | 7     | 309  | 1r      | 1      |
| 2006      | MotoGP    | Honda RC211V  | Repsol Honda Team               | 17     | 2         | 8     | 4     | 4     | 215  | 5è      | –      |
| 2007      | MotoGP    | Honda RC212V  | Repsol Honda Team               | 18     | 2         | 8     | 5     | 3     | 242  | 2n      | –      |
| 2008      | MotoGP    | Honda RC212V  | Repsol Honda Team               | 17     | 2         | 11    | 2     | 2     | 249  | 3r      | –      |
| 2009      | MotoGP    | Honda RC212V  | Repsol Honda Team               | 17     | 2         | 11    | 2     | 5     | 234  | 3r      | –      |
| 2010      | MotoGP    | Honda RC212V  | Repsol Honda Team               | 15     | 4         | 9     | 4     | 8     | 245  | 2n      | –      |
| 2011      | MotoGP    | Honda RC212V  | Repsol Honda Team               | 14     | 3         | 9     | 2     | 4     | 219  | 4t      | –      |
| 2012      | MotoGP    | Honda RC213V  | Repsol Honda Team               | 18     | 7         | 15    | 5     | 9     | 332  | 2n      | –      |
| 2013      | MotoGP    | Honda RC213V  | Repsol Honda Team               | 17     | 3         | 13    | 2     | 4     | 300  | 3r      | –      |
| 2014      | MotoGP    | Honda RC213V  | Repsol Honda Team               | 18     | 1         | 10    | 1     | 2     | 246  | 4t      | –      |
| 2015      | MotoGP    | Honda RC213V  | Repsol Honda Team               | 15     | 2         | 6     | 1     | 0     | 206  | 4t      | –      |
| 2016      | MotoGP    | Honda RC213V  | Repsol Honda Team               | 15     | 1         | 3     | 0     | 1     | 155  | 6è      | –      |
| 2017      | MotoGP    | Honda RC213V  | Repsol Honda Team               | 18     | 2         | 9     | 3     | 2     | 210  | 4t      | –      |
| 2018      | MotoGP    | Honda RC213V  | Repsol Honda Team               | 18     | 0         | 0     | 0     | 0     | 117  | 11è     | –      |
| 2021      | MotoGP    | KTM RC16      | Red Bull KTM Factory Racing     | 1      | 0         | 0     | 0     | 0     | 6    | 25è     | –      |
| 2023      | MotoGP    | KTM RC16      | Red Bull KTM Factory Racing     | 2      | 0         | 0     | 0     | 0     | 32   | 21è     |        |
| 2024      | MotoGP    | KTM RC16      | Red Bull KTM Factory Racing     | 1      | 0         | 0     | 0     | 0     | 7    | 24è     | –      |
| Total     | Total     | Total         | Total                           | 298    | 54        | 153   | 49    | 64    | 4207 |         | 3      |

### Per categoria
| Categoria | Temporada                  | 1a Cursa                   | 1r Podi                    | 1a Victòria                | Curses | Victòries | Podis | Poles | FLaps | Pts  | Títols |
| --------- | -------------------------- | -------------------------- | -------------------------- | -------------------------- | ------ | --------- | ----- | ----- | ----- | ---- | ------ |
| 125cc     | 2001–2003                  | 2001 Japó                  | 2001 Comunitat Valenciana  | 2002 Països Baixos         | 46     | 8         | 17    | 9     | 5     | 566  | 1      |
| 250cc     | 2004–2005                  | 2004 Sud-àfrica            | 2004 Sud-àfrica            | 2004 Sud-àfrica            | 32     | 15        | 24    | 9     | 15    | 626  | 2      |
| MotoGP    | 2006–2018, 2021, 2023–2024 | 2006 Espanya               | 2006 Espanya               | 2006 Xina                  | 220    | 31        | 112   | 31    | 44    | 3015 | 0      |
| Total     | 2001–2018, 2021, 2023–2024 | 2001–2018, 2021, 2023–2024 | 2001–2018, 2021, 2023–2024 | 2001–2018, 2021, 2023–2024 | 298    | 54        | 153   | 49    | 64    | 4207 | 3      |

### Curses per any
Barem de puntuació de 1993 ençà:
| Posició | 1  | 2  | 3  | 4  | 5  | 6  | 7 | 8 | 9 | 10                | 11                | 12                | 13                | 14                | 15                |                   |
| Cursa   | 25 | 20 | 16 | 13 | 11 | 10 | 9 | 8 | 7 | 6                 | 5                 | 4                 | 3                 | 2                 | 1                 |                   |
| Sprint  | 12 | 9  | 7  | 6  | 5  | 4  | 3 | 2 | 1 | [ Nota Sprint 1 ] | [ Nota Sprint 1 ] | [ Nota Sprint 1 ] | [ Nota Sprint 1 ] | [ Nota Sprint 1 ] | [ Nota Sprint 1 ] | [ Nota Sprint 1 ] |

1. ↑  La cursa Sprint per a la categoria MotoGP va ser introduïda la temporada del 2023

(Ids. Grans Premis | Llegenda) (Curses en negreta indiquen pole; curses en  itàlica indiquen volta ràpida; les posicions en superíndex són les de la cursa Sprint)
| Any  | Categoria | Moto  | 1      | 2       | 3       | 4        | 5       | 6       | 7       | 8       | 9       | 10      | 11      | 12      | 13     | 14      | 15      | 16      | 17      | 18      | 19    | 20  | Pos | Pts |
| ---- | --------- | ----- | ------ | ------- | ------- | -------- | ------- | ------- | ------- | ------- | ------- | ------- | ------- | ------- | ------ | ------- | ------- | ------- | ------- | ------- | ----- | --- | --- | --- |
| 2001 | 125cc     | Honda | JPN 18 | RSA 13  | ESP 10  | FRA 17   | ITA 23  | CAT 7   | NED Ret | GBR 12  | GER 11  | CZE 8   | POR 5   | VAL 3   | PAC 3  | AUS 7   | MAL 4   | BRA Ret |         |         |       |     | 8è  | 100 |
| 2002 | 125cc     | Honda | JPN 8  | RSA 3   | ESP 4   | FRA 3    | ITA 4   | CAT 2   | NED 1   | GBR 2   | GER 7   | CZE 2   | POR 10  | BRA Ret | PAC 1  | MAL 3   | AUS 5   | VAL 1   |         |         |       |     | 3r  | 243 |
| 2003 | 125cc     | Honda | JPN 8  | RSA 1   | ESP 4   | FRA 1    | ITA 2   | CAT 1   | NED 8   | GBR Ret | GER 4   | CZE 1   | POR 4   | BRA 4   | PAC 6  | MAL 1   | AUS WD  | VAL     |         |         |       |     | 1r  | 223 |
| 2004 | 250cc     | Honda | RSA 1  | ESP Ret | FRA 1   | ITA 2    | CAT 2   | NED 2   | BRA 2   | GER 1   | GBR 1   | CZE 3   | POR 4   | JPN 1   | QAT 2  | MAL 1   | AUS 4   | VAL 1   |         |         |       |     | 1r  | 317 |
| 2005 | 250cc     | Honda | ESP 1  | POR 4   | CHN 6   | FRA 1    | ITA 1   | CAT 1   | NED 2   | GBR 4   | GER 1   | CZE 1   | JPN 2   | MAL Ret | QAT 4  | AUS 1   | TUR 2   | VAL 1   |         |         |       |     | 1r  | 309 |
| 2006 | MotoGP    | Honda | ESP 2  | QAT 6   | TUR 14  | CHN 1    | FRA 3   | ITA 4   | CAT Ret | NED 3   | GBR 1   | GER 4   | USA 2   | CZE 3   | MAL 3  | AUS 15  | JPN 7   | POR Ret | VAL 4   |         |       |     | 5è  | 215 |
| 2007 | MotoGP    | Honda | QAT 3  | ESP 2   | TUR Ret | CHN 4    | FRA 4   | ITA 2   | CAT 3   | GBR 8   | NED 4   | GER 1   | USA 5   | CZE 4   | SM Ret | POR 2   | JPN Ret | AUS 4   | MAL 3   | VAL 1   |       |     | 2n  | 242 |
| 2008 | MotoGP    | Honda | QAT 3  | ESP 1   | POR 2   | CHN 2    | FRA 4   | ITA 3   | CAT 1   | GBR 3   | NED 2   | GER Ret | USA WD  | CZE 15  | SM 4   | INP 8   | JPN 3   | AUS Ret | MAL 2   | VAL 2   |       |     | 3r  | 249 |
| 2009 | MotoGP    | Honda | QAT 11 | JPN 3   | ESP 2   | FRA 3    | ITA Ret | CAT 6   | NED Ret | USA 1   | GER 3   | GBR 9   | CZE 2   | INP 10  | SM 3   | POR 3   | AUS 3   | MAL 2   | VAL 1   |         |       |     | 3r  | 234 |
| 2010 | MotoGP    | Honda | QAT 7  | ESP 2   | FRA 5   | ITA 1    | GBR 8   | NED 2   | CAT 2   | GER 1   | USA Ret | CZE 2   | INP 1   | SM 1    | ARA 2  | JPN DNS | MAL     | AUS DNS | POR 8   | VAL 7   |       |     | 2n  | 245 |
| 2011 | MotoGP    | Honda | QAT 3  | ESP 2   | POR 1   | FRA Ret  | CAT     | GBR     | NED     | ITA 8   | GER 1   | USA 3   | CZE Ret | INP 2   | SM 2   | ARA 2   | JPN 1   | AUS 4   | MAL C   | VAL 5   |       |     | 4t  | 219 |
| 2012 | MotoGP    | Honda | QAT 2  | ESP 3   | POR 3   | FRA 4    | CAT 2   | GBR 3   | NED 2   | GER 1   | ITA 2   | USA 3   | INP 1   | CZE 1   | SM Ret | ARA 1   | JPN 1   | MAL 1   | AUS Ret | VAL 1   |       |     | 2n  | 332 |
| 2013 | MotoGP    | Honda | QAT 4  | AME 2   | ESP 1   | FRA 1    | ITA 2   | CAT 2   | NED 4   | GER DNS | USA 5   | INP 2   | CZE 2   | GBR 3   | SM 3   | ARA Ret | MAL 1   | AUS 2   | JPN 3   | VAL 2   |       |     | 3r  | 300 |
| 2014 | MotoGP    | Honda | QAT 3  | AME 2   | ARG 2   | ESP 3    | FRA 5   | ITA 4   | CAT 3   | NED 3   | GER 2   | INP 4   | CZE 1   | GBR 4   | SM 3   | ARA 14  | JPN 4   | AUS Ret | MAL Ret | VAL 3   |       |     | 4t  | 246 |
| 2015 | MotoGP    | Honda | QAT 6  | AME     | ARG     | ESP      | FRA 16  | ITA 4   | CAT 3   | NED 8   | GER 2   | INP 4   | CZE 5   | GBR 5   | SM 9   | ARA 2   | JPN 1   | AUS 5   | MAL 1   | VAL 3   |       |     | 4t  | 206 |
| 2016 | MotoGP    | Honda | QAT 5  | ARG 3   | AME Ret | ESP 4    | FRA 4   | ITA 4   | CAT 3   | NED 12  | GER 6   | AUT 7   | CZE 12  | GBR 5   | SM 1   | ARA 6   | JPN WD  | AUS     | MAL     | VAL Ret |       |     | 6è  | 155 |
| 2017 | MotoGP    | Honda | QAT 5  | ARG Ret | AME 3   | ESP 1    | FRA 3   | ITA Ret | CAT 3   | NED 13  | GER 3   | CZE 2   | AUT 3   | GBR 7   | SM 14  | ARA 2   | JPN Ret | AUS 12  | MAL 5   | VAL 1   |       |     | 4t  | 210 |
| 2018 | MotoGP    | Honda | QAT 7  | ARG Ret | AME 7   | ESP Ret  | FRA 5   | ITA Ret | CAT 5   | NED 15  | GER 8   | CZE 8   | AUT 7   | GBR C   | SM 6   | ARA 5   | THA Ret | JPN 8   | AUS Ret | MAL 5   | VAL 5 |     | 11è | 117 |
| 2021 | MotoGP    | KTM   | QAT    | DOH     | POR     | ESP      | FRA     | ITA     | CAT     | GER     | NED     | STY 10  | AUT     | GBR     | ARA    | SM      | AME     | EMI     | ALR     | VAL     |       |     | 25è | 6   |
| 2023 | MotoGP    | KTM   | POR    | ARG     | AME     | ESP 76   | FRA     | ITA     | GER     | NED     | GBR     | AUT     | CAT     | SM 4    | IND    | JPN     | INA     | AUS     | THA     | MAL     | QAT   | VAL | 21è | 32  |
| 2024 | MotoGP    | KTM   | QAT    | POR     | AME     | ESP Ret3 | FRA     | CAT     | ITA     | NED     | GER     | GBR     | AUT     | ARA     | SM     | EMI     | INA     | JPN     | AUS     | THA     | MAL   | VAL | 24è | 7   |